# Nesrin Abdul·là
Nesrin Abdul·là (Qamixli o Derik, 1978 o 1979) és una militar kurda, comandant i portaveu de les Unitats de Protecció de les Dones (YPJ) a Síria. Tingué un paper actiu comunicant el progrés de l'operació kurda i de les Forces Democràtiques Sirianes per a alliberar Raqqa d'Estat Islàmic.
L'any 2015 formà part d'una delegació de les YPG/YPJ que conegué el president francès François Hollande a París. El 23 de juliol de 2015 a Itàlia constatà la creença que Turquia estigué implicada en la massacre de civils de Kobani de 2014, perpetrada per Estat Islàmic. Aquesta declaració es realitzà mentre formava part d'una delegació kurda que incloïa el copresident del PYD Salih Muslim i el copresident del cantó administratiu de Kobani Enver Müslim.
El juny de 2015, mentre estigué a Itàlia, manifestà al diari italià Il Manifesto que «som militants; no estem pagats per a fer la guerra, som partisans de la revolució. Vivim amb el nostre poble, seguim una filosofia i tenim un projecte polític... Alhora estem duent a terme una lluita de gènere contra el sistema patriarcal. Altres combatents són els nostres camarades; tenim relacions polítiques i amistoses».